# Langenstraße 44/45 (Stralsund)
Das Haus Langenstraße 44/45 in Stralsund ist ein denkmalgeschütztes Bauwerk in der Langenstraße.

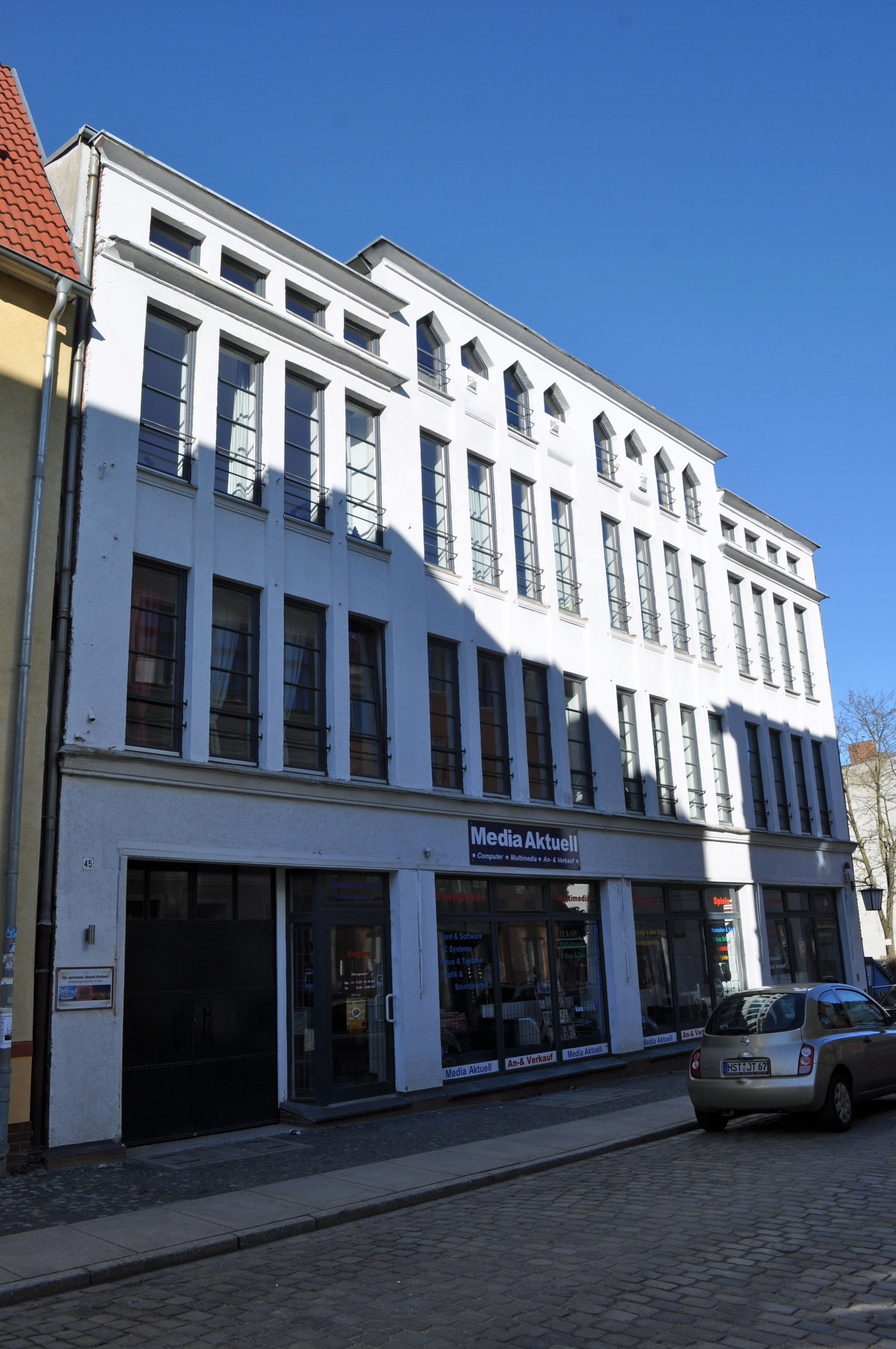
Haus Langenstraße 44/45 in Stralsund (2012)

Das verputzte Haus wurde um 1925 auf zwei Parzellen gebaut. Für Stralsund eher untypisch, wurde es als Skelettbau errichtet. Es weist dreieinhalb Geschosse auf und in der Obergeschossen 16 Fensterachsen. Die schmalen rechteckigen Fenster sind durch Pfeiler, die sich über die Geschosse erstrecken, zu Vierergruppen zusammengefasst. Ein viertes Geschoss erstreckt sich über die acht mittleren Fensterachsen; die Fenster dieses vierten Geschosses weisen dreieckige Abschlüsse auf.
Das Haus im Kerngebiet des von der UNESCO als Weltkulturerbe anerkannten Stadtgebietes des Kulturgutes „Historische Altstädte Stralsund und Wismar“ ist in die Liste der Baudenkmale in Stralsund eingetragen.